# Округ Џим Велс (Тексас)
Округ Џим Велс (енгл. Jim Wells County) је округ у америчкој савезној држави Тексас. По попису из 2010. године број становника је 40.838.

## Демографија
Према попису становништва из 2010. у округу је живело 40.838 становника, што је 1.512 (3,8%) становника више него 2000. године.
| Група             | 2000.          | 2010.          |
| Белци             | 9.001 (22,9%)  | 8.062 (19,7%)  |
| Афроамериканци    | 237 (0,6%)     | 237 (0,6%)     |
| Азијати           | 171 (0,4%)     | 151 (0,4%)     |
| Хиспаноамериканци | 29.772 (75,7%) | 32.254 (79,0%) |
| Укупно            | 39.326         | 40.838         |